# Старое христианское кладбище (Одесса)

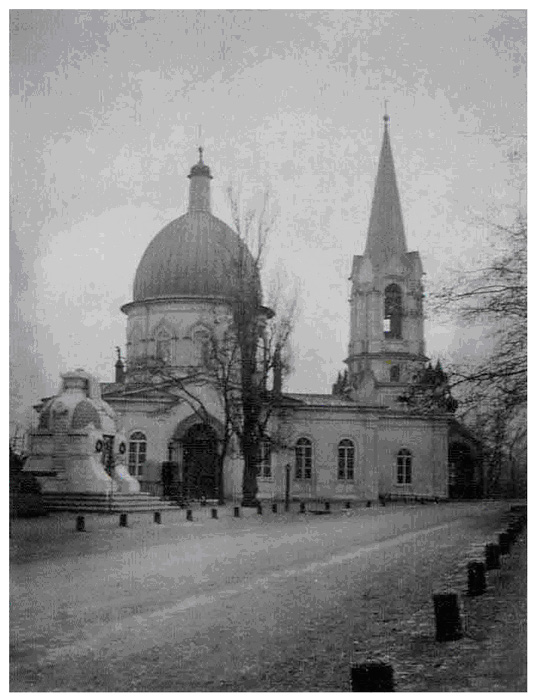
Кладбищенская церковь Всех Святых. Фотография начала XX века

Ста́рое христиа́нское кла́дбище в Оде́ссе (другие названия — Первое христианское кладбище, Преображенское кладбище) — комплекс кладбищ в городе Одесса, существовавший с момента основания города по начала 1930-х годов, когда он был уничтожен вместе со всеми памятниками и могилами. На территории кладбища был разбит парк культуры и отдыха — «Парк Ильича» (впоследствии «Парк Преображенский») и зоопарк. Захоронения на кладбище проводились до второй половины 1880-х годов, затем были запрещены из-за отсутствия места; выдающиеся личности, по специальному разрешению, и ближайшие родственники уже захороненных хоронились вплоть до уничтожения кладбища в 1930-х годах. На кладбище было захоронено около 200 тысяч человек, включая первостроителей и первых жителей Одессы.

## История

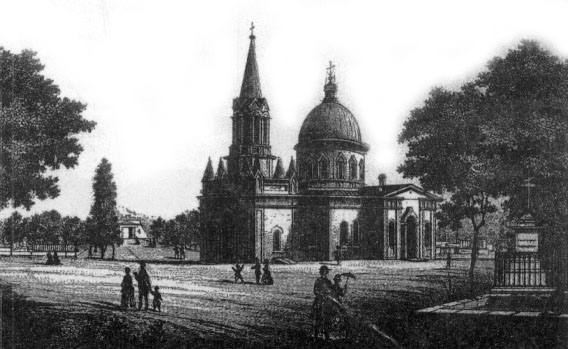
Кладбищенская церковь Всех Святых. Литография второй половины XIX века

Старые городские кладбища, разделённые по вероисповеданию покойного — христианское, еврейское (первые захоронения на еврейском комплексе кладбища датировались 1792 годом), караимское, мусульманское и отдельные участки захоронения самоубийц, погибших от чумы и воинские — появились в Одессе в период её зарождения в самом конце Преображенской улицы. Со временем территория этих кладбищ слилась воедино и это кладбище стали называть Старым, Первым или Преображенским кладбищем Одессы.
За годы существования кладбище постоянно расширялось, достигнув к началу XX века площади в 34 гектара, стало занимать территорию между улицами Мечникова и Новощепном рядом, переулками Высоким и Трамвайным, а также образовавшуюся вдоль улицы Водопроводной «Чумную гору». Вначале кладбище было окопано рвом, а впоследствии обнесено каменной стеной. 25 августа 1820 года состоялось освящение кладбищенского православного храма во имя Всех Святых, строительство которого было начато в 1816 году. В 1829 году была сооружена богадельня, основание которой было положено взносом вдовы одного из первых городских голов и богатого купца Елены Кленовой, в 6 тысяч рублей. В её честь одно из отделений именовалось Еленинским. Богадельня была построена недалеко от храма. Позднее, уже на средства Г. Г. Маразли и по проекту архитектора А. Бернардацци, было сооружено новое здание богадельни (по адресу улица Мечникова, дом 53), а в 1888 году по проекту архитектора Ю. М. Дмитренко по адресу улица Новощепной ряд дом 23 было построено здание детского приюта.
В марте 1840 года состоялись торги на отдачу в подряд копания могил на кладбище. С 5 июня 1840 года была установлена следующая плата: для дворян, чиновников, купцов и иностранцев — летом 1 рубль 20 копеек серебром; зимой — 1 рубль 70 копеек; для детей указанных сословий — 60 и 80 копеек соответственно; мещане и прочие звания — 50 и 75 копеек, а их дети — 40 и 50 копеек соответственно. С бедных плата не взималась. В последующий период существования кладбища эта плата несколько раз повышалась.
До 1841 года за порядком на кладбище следило несколько организаций — городской приказ общественного призрения, духовный приют православной церкви Во имя Всех Святых и совет Евангелической церкви. С 1841 года всё кладбище (за исключением участка Евангелической церкви) было отдано в распоряжение городского приказа общественного призрения. Городская дума несколько раз выносила на свои заседания вопросы, связанные с наведением порядка на кладбище — в 1840 году рассматривался вопрос «О замеченных беспорядках на Одесском городском кладбище», в 1862 году — «О воровстве и повреждениях на одесских городских кладбищах», случаи крупного воровства разбирались в 1862, 1866, 1868, 1869 годах — Одесский градоначальник принял меры «по устранению бесчинств, производимых на городских кладбищах».
В 1845 году по приказу одесского Градоначальника Д. Д. Ахлестышева кладбище разбито на правильные квадраты и был составлен план кладбища. Аллеи кладбища были вымощены щебнем и крупным песком, обсажены деревьями, 500 саженцев поступили безвозмездно из питомника Ж. Десмета, который возглавлял Одесский ботанический сад и выращивал на своём хуторе растительность для озеленения города. Могилы стали рыть поквартально по заранее составленному плану. В 1857 году городом был утверждён штат на управление городским кладбищем, а в 1865 году — утверждены правила посещения кладбища частными лицами.
В 1865 году произошли изменения в городском управлении. Приказ общественного призрения был упразднён и заменён Городским общественным управлением. Кладбище перешло в его ведение. В 1873 году городские кладбища перешли в ведение Хозяйственно-строительного ведомства городской управы.

## Описание

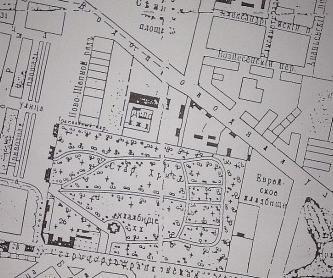
Старое христианское кладбище

О первых нескольких десятках лет существования кладбища известно очень мало. Близость Греции и Италии и преобладание в первые годы существования Одессы в населении города представителей этих народов, послужили к тому, что одесские кладбища стали украшаться мраморными памятниками. Кладбище представляло собой лес самых разнообразных памятников из белого, серого и чёрного мрамора, в числе которых было очень много дорогих и оригинальной работы. Можно было встретить даже целые часовни белого мрамора. Кроме мрамора широко использовался гранит.
Одним из выдающихся по красоте и богатству являлся фамильный склеп Анатра. Он располагался на главной аллее справа от входа и представлял собой большую часовню розового и чёрного шлифованного гранита, очень изящно отделанную. Рядом с ней находились часовни-склепы графини Потоцкой, Кешко (отца сербской королевы Натальи), Маврокордато, Драгутина, Завадского и других. С левой стороны за церковью располагалось могила Фонвизина, надгробие которой было выполнено в виде гигантского размера чугунного креста с бронзовым распятием. В XII квартале располагался большой каменный памятник, носящий название «София». Принадлежность памятника к концу XIX уже была позабыта, но памятник приобрёл зловещую известность — по его углам были расставлены пустые бутылки, которые в ветреную погоду издавали «целый оркестр» пугающих посетителей звуков.
На кладбище было похоронено много исторических личностей, среди них: генерал Фёдор Радецкий (могила с примечательным надмогильный монументом); сподвижник Суворова бригадир Рибопьер; капитан английского парохода «Тигр».
Исследователь одесской истории А. В. Дорошенко так описывал круг лиц, захороненных на кладбище: 

Здесь похоронена вся одесская знать, первостроители Города и Порта. Здесь…никому неведомо где, лежит брат Пушкина Лев Сергеевич. Лежат, лишённые надгробий и эпитафий, суворовские генералы и герои двенадцатого года, герои Шипки и Первой мировой войны…всех российских орденов кавалер от Св. Анны 4 ст. до Св. Андрея Первозванного (с бантами, бриллиантами, короной и без); рядовые, корнеты (фендрики) и штык-юнкера, унтер-лейтенанты, прапорщики и поручики, есаулы и сотники, ротмистры и капитаны, полковники и генерал-майоры, погибшие в бою, а также умершие в госпиталях от ран воины всех этих бесчисленных сражений России. И цивильные горожане… видные учёные России — профессора и академики, доктора богословия и физики, математики и психологии, права и зоологии, медицины и механики, филологии искусств, а также чистой математики; ректоры Новороссийского университета (семь) и директоры Ришельевского лицея; друзья и враги А. С. Пушкина…; негоцианты и купцы; бароны, графы и князья; тайные советники и патологоанатомы; археологи и нумизматы; консулы и владельцы корабельных контор; градоначальники (четверо) и городские головы; российские дипломаты; архитекторы, строившие Город; артисты и директора театров; литературы и художники; и композиторы… и многие среди них … потомственные и почётные граждане Города…— Дорошенко А. В. Переправа через Стикс

## Уничтожение
В 1920-х годах в связи с приходом советской власти кладбище стало приходить в запустение из-за отсутствия ухода, грабежей и целенаправленного разрушения. В соответствии с общей советской политикой ликвидации кладбищ некрополь уничтожался с 1929 по 1934 годы. По решению большевистских властей надгробья кладбища стали разбирать с целью утилизации и освобождения территории для иных нужд, доступные захоронения подверглись организованному ограблению. Кладбищенский храм Всех Святых был закрыт в 1934 году, а в 1935 году разобран. В 1937 году на части территории кладбища был открыт «Парк культуры и отдыха им. Ильича», с танцплощадкой, тиром, комнатой смеха и прочими полагавшимися аттракционами, а затем оставшуюся его территорию занял зоопарк — парк «культуры» создавался и существовал просто на могилах, на которых были устроены аллеи, площади, аттракционы. В условиях жизни советского общества 1930-х годов одесситы не могли заниматься перенесением останков своих родственников на другие кладбища; достоверно известно лишь перенесение останков двух художников. Одновременно с разрушением кладбища на нём производились новые захоронения.
По воспоминаниям свидетеля, в один из дней в начале 1930-х годов, все входы на кладбище были перекрыли сотрудниками НКВД. На самом кладбище специальные работники извлекали гробы из фамильных склепов, вскрывали их (многие из них были частично застеклёнными), извлекали оружие, награды, драгоценности. Все изъятые ценности регистрировали и укладывали в мешки. Если гроб был металлическим, то он тоже вывозился, как металлолом, а останки из него высыпали на землю. Таким образом, прах многих погребённых был просто рассыпан на поверхности земли.

## Планы дальнейшего использования территории бывшего кладбища
На территории бывшего Старого кладбища в начале XXI века располагались Одесский зоопарк, хоздвор Одесского трамвайного депо и «историко-мемориальный парк „Преображенский“» — бывший «парк культуры и отдыха имени Ильича» — переименованный так решением Одесского горисполкома в 1995 году, но оставшийся со всеми атрибутами «парка культуры и отдыха» — аттракционами, «детскими площадками», предприятиями общественного питания, комнатой смеха и прочими подобными заведениями. Общественность Одессы называла подобное использование территории бывшего кладбища «…актом вандализма, поругания памяти о предках». Отмечалось, что это противоречит уважению «…к истории вообще, к родному городу, к своему государству…» и противоречит законодательству Украины, прямо запрещающему какое-либо строительство на территории кладбищ, пусть и бывших, и приватизацию их территорий, а территория бывшего Старого кладбища ещё в 1998 году была включена в список исторических памятников Одессы, на этой территории нельзя ничего размещать, кроме мемориалов и парков.
Целями создания «историко-мемориального парка» были названы организация религиозной, культурно-просветительской и музейной деятельности «для недопущения в дальнейшем актов вандализма, почитания памяти похороненных на Старом кладбище основателей и первых жителей Одессы, героев Отечества и исторических событий, связанных с ними, популяризации знаний о выдающихся жителях нашего города и государства, истории Одессы». Предлагалось оформить территорию парка (планировка, благоустройство, озеленение), воссоздать некоторые разрушенные сооружения (ворота, аллеи, храм Всех Святых), создать мемориальные сооружения, проводить на территории парка краеведческие исследования и историко-мемориальные мероприятия, создать музей «Старая Одесса», в экспозицию которого бы вошли экспонаты, рассказывающие об истории города и о судьбах его жителей, захороненных на кладбище.